# Aucana paposo
Aucana paposo är en spindelart som beskrevs av Huber 2000. Aucana paposo ingår i släktet Aucana och familjen dallerspindlar. Inga underarter finns listade.